# Bologna Football Club 1912-1913
Questa voce raccoglie le informazioni riguardanti il Bologna Football Club nelle competizioni ufficiali della stagione 1912-1913.

## Stagione
Il Bologna nel campionato di Prima Categoria 1912-1913 si classifica al quinto posto nel Girone veneto-emiliano, dietro a Vicenza, Verona (qualificate al girone nazionale) e F.C. Volontari e davanti a Modena.

## Divise
| Casa | Portiere |

## Rosa
| N. |                   | Ruolo | Calciatore                  |
| -- | ----------------- | ----- | --------------------------- |
|    | Italia (bandiera) | P     | Enrico Guardigli (capitano) |
|    | Italia (bandiera) | D     | Aldo Grazzi                 |
|    | Italia (bandiera) | D     | Alfonso Pessarelli          |
|    | Italia (bandiera) | D     | Pietro Palmieri             |
|    | Italia (bandiera) | D     | Italo Zappoli               |
|    | Italia (bandiera) | C     | Guido Alberti               |
|    | Italia (bandiera) | C     | Guido Della Valle           |

| N. |                   | Ruolo | Calciatore        |
| -- | ----------------- | ----- | ----------------- |
|    | Italia (bandiera) | C     | Mario Della Valle |
|    | Italia (bandiera) | C     | Gino Donati       |
|    | Italia (bandiera) | C     | Guido Nanni       |
|    | Italia (bandiera) | A     | Arrigo Gradi      |
|    | Italia (bandiera) | A     | De Martinis       |
|    | Spagna (bandiera) | A     | Natalio Rivas     |

## Risultati

### Prima Categoria

#### Girone veneto-emiliano

##### Girone di andata
| Arbitro: | Scamoni (Torino) |

|                                         |           |       |
| Ferrari 6’ Pierallini 39’, 11’ Palù 87’ | Marcatori | 28’ ? |

| Arbitro: | Brivio (Verona) |

|            |           |  |
| Fiorio 15’ | Marcatori |  |

| Arbitro: | Moda (Milano) |

|                                            |           |  |
| Vallesella 1’, 14’ Ciscato ?’ A. Tonini ?’ | Marcatori |  |

| Arbitro: | Bortoletti (Venezia) |

|           |           |                           |
| Rivas 45’ | Marcatori | 3’ Bascheni 70’ Cavallaro |

| Arbitro: | Comazzi (Milano) |

|  |           |              |
|  | Marcatori | 14’ Vianello |

##### Girone di ritorno
| Arbitro: | Brivio (Verona) |

|                                                                        |           |  |
| Nanni 1’, st’, st’ Alberti 5’, st’ Rivas 25’, st’, st’ (rig.) Sala 40’ | Marcatori |  |

| Arbitro: | Cattaneo (Milano) |

|            |           |  |
| Brazzi 46’ | Marcatori |  |

| Arbitro: | Brivio (Verona) |

|                     |           |                                                 |
| Rivas 20’ Nanni 60’ | Marcatori | 17’ Casalini 29’ U. Veronese 87’, 88’ G. Tonini |

| Arbitro: | Valvassori (Torino) |

|                                      |           |  |
| Bianchi 50’ (rig.) Masprone 68’, 85’ | Marcatori |  |

| Arbitro: | E. Colombo (Milano) |

|                                                                      |           |  |
| Vivante 10’ Beghin 16’, 44’, 88’ Gregoletto 37’ Storto 38’, 65’, 70’ | Marcatori |  |

## Statistiche

### Statistiche di squadra
| Competizione    | Punti | In casa | In casa | In casa | In casa | In casa | In casa | In trasferta | In trasferta | In trasferta | In trasferta | In trasferta | In trasferta | Totale | Totale | Totale | Totale | Totale | Totale | DR  |
| Competizione    | Punti | G       | V       | N       | P       | Gf      | Gs      | G            | V            | N            | P            | Gf           | Gs           | G      | V      | N      | P      | Gf     | Gs     | DR  |
| --------------- | ----- | ------- | ------- | ------- | ------- | ------- | ------- | ------------ | ------------ | ------------ | ------------ | ------------ | ------------ | ------ | ------ | ------ | ------ | ------ | ------ | --- |
| Prima Categoria | 4     | 5       | 2       | 0       | 3       | 13      | 7       | 5            | 0            | 0            | 5            | 1            | 23           | 10     | 2      | 0      | 8      | 14     | 30     | -16 |

### Andamento in campionato
| Giornata  | 1 | 2 | 3 | 4 | 5 | 6 | 7 | 8 | 9 | 10 |
| --------- | - | - | - | - | - | - | - | - | - | -- |
| Luogo     | T | C | T | C | C | C | T | C | T | T  |
| Risultato | P | V | P | P | P | V | P | P | P | P  |

Legenda:

Luogo: C = Casa; T = Trasferta. Risultato: V = Vittoria; N = Pareggio; P = Sconfitta.